# Campionato mondiale di hockey su prato femminile 1974

## Arbitri
- M. Armstrong
- P. Blanchard
- Annie Boissonnet
- M. Bruyneel
- M. Ernst
- E. Farke
- B. Frank
- M. Gölze
- Ingeborg Grüner

- G. Kedinger
- Angela Larío
- Sophie Molendijk
- E. Rodríguez
- E. Rodríguez
- R. Spits
- Elsa Viala
- G. Völkers
- V. Weber

## Formula
10 squadre sono inizialmente state inserite in due gironi composti da 5 squadre ciascuno in cui ogni squadra ha affrontato le altre appartenenti allo stesso girone. Le prime due di ogni gruppo si sono qualificate alle semifinali del torneo a eliminazione diretta, in cui le due vincenti hanno avuto accesso alla finalissima per la medaglia d'oro, mentre le due perdenti hanno disputato la finale 3º-4º posto che ha assegnato la medaglia di bronzo.

## Risultati

### Fase preliminare
Le migliori due squadre di ogni gruppo passano alle semifinali.
|  | Qualificate alle semifinali |
|  | Eliminate                   |

#### Gruppo A
| Squadra     | Pt | PG | V | P | S | GF | GS | Diff.za |
| ----------- | -- | -- | - | - | - | -- | -- | ------- |
| India       | 6  | 4  | 3 | 0 | 1 | 8  | 3  | 5       |
| Paesi Bassi | 6  | 4  | 3 | 0 | 1 | 5  | 1  | 4       |
| Belgio      | 5  | 4  | 2 | 1 | 1 | 5  | 2  | 3       |
| Spagna      | 3  | 4  | 1 | 1 | 2 | 6  | 6  | 0       |
| Messico     | 0  | 4  | 0 | 0 | 4 | 1  | 13 | -12     |

#### Partite Gruppo A
| Mandelieu-la-Napoule 17 marzo 1974, ore 15:00 UTC+1 Incontro 2 | Belgio                        | 2 – 0 referto | India | Mandelieu Hockey Stadium\| Arbitro: \| Angela Larío Annie Boissonnet \| |
| Arbitro:                                                       | Angela Larío Annie Boissonnet |               |       |                                                                         |

| Mandelieu-la-Napoule 17 marzo 1974, ore 17:00 UTC+1 Incontro 3 | Paesi Bassi         | 2 – 0 referto | Spagna | Mandelieu Hockey Stadium\| Arbitro: \| E. Farke Elsa Viala \| |
| Arbitro:                                                       | E. Farke Elsa Viala |               |        |                                                               |

| Mandelieu-la-Napoule 18 marzo 1974, ore 11:00 UTC+1 Incontro 6 | Belgio                   | 0 – 1 referto | Paesi Bassi | Mandelieu Hockey Stadium\| Arbitro: \| M. Gölze Ingeborg Grüner \| |
| Arbitro:                                                       | M. Gölze Ingeborg Grüner |               |             |                                                                    |

| Mandelieu-la-Napoule 18 marzo 1974, ore 13:00 UTC+1 Incontro 7 | India                        | 3 – 0 referto | Messico | Mandelieu Hockey Stadium\| Arbitro: \| Sophie Molendijk M. Bruyneel \| |
| Arbitro:                                                       | Sophie Molendijk M. Bruyneel |               |         |                                                                        |

| Mandelieu-la-Napoule 19 marzo 1974, ore 15:00 UTC+1 Incontro 9 | Messico                   | 1 – 3 referto | Belgio | Mandelieu Hockey Stadium\| Arbitro: \| E. Rodríguez P. Blanchard \| |
| Arbitro:                                                       | E. Rodríguez P. Blanchard |               |        |                                                                     |

| Mandelieu-la-Napoule 19 marzo 1974, ore 17:00 UTC+1 Incontro 12 | Spagna            | 1 – 4 referto | India | Mandelieu Hockey Stadium\| Arbitro: \| B. Frank E. Farke \| |
| Arbitro:                                                        | B. Frank E. Farke |               |       |                                                             |

| Mandelieu-la-Napoule 20 marzo 1974, ore 11:00 UTC+1 Incontro 13 | Spagna                      | 0 – 0 referto | Belgio | Mandelieu Hockey Stadium\| Arbitro: \| Sophie Molendijk G. Völkers \| |
| Arbitro:                                                        | Sophie Molendijk G. Völkers |               |        |                                                                       |

| Mandelieu-la-Napoule 20 marzo 1974, ore 13:00 UTC+1 Incontro 15 | Paesi Bassi              | 2 – 0 referto | Messico | Mandelieu Hockey Stadium\| Arbitro: \| G. Kedinger E. Rodríguez \| |
| Arbitro:                                                        | G. Kedinger E. Rodríguez |               |         |                                                                    |

| Mandelieu-la-Napoule 21 marzo 1974, ore 15:00 UTC+1 Incontro 17 | Spagna                    | 5 – 0 referto | Messico | Mandelieu Hockey Stadium\| Arbitro: \| Annie Boissonnet M. Gölze \| |
| Arbitro:                                                        | Annie Boissonnet M. Gölze |               |         |                                                                     |

| Mandelieu-la-Napoule 21 marzo 1974, ore 17:00 UTC+1 Incontro 19 | India             | 1 – 0 referto | Paesi Bassi | Mandelieu Hockey Stadium\| Arbitro: \| V. Weber E. Farke \| |
| Arbitro:                                                        | V. Weber E. Farke |               |             |                                                             |

#### Gruppo B
| Squadra   | Pt | PG | V | P | S | GF | GS | Diff.za |
| --------- | -- | -- | - | - | - | -- | -- | ------- |
| Germania  | 8  | 4  | 4 | 0 | 0 | 15 | 3  | 12      |
| Argentina | 6  | 4  | 3 | 0 | 1 | 19 | 4  | 15      |
| Francia   | 4  | 4  | 2 | 0 | 2 | 7  | 5  | 2       |
| Austria   | 2  | 4  | 1 | 0 | 3 | 2  | 15 | −13     |
| Svizzera  | 0  | 4  | 0 | 0 | 4 | 2  | 18 | −16     |

#### Partite Gruppo B
| Mandelieu-la-Napoule 17 marzo 1974, ore 11:00 UTC+1 Incontro 1 | Francia           | 3 – 1 referto | Svizzera | Mandelieu Hockey Stadium\| Arbitro: \| B. Frank V. Weber \| |
| Arbitro:                                                       | B. Frank V. Weber |               |          |                                                             |

| Mandelieu-la-Napoule 17 marzo 1974, ore 13:00 UTC+1 Incontro 4 | Germania Ovest          | 4 – 2 referto | Argentina | Mandelieu Hockey Stadium\| Arbitro: \| G. Völkers P. Blanchard \| |
| Arbitro:                                                       | G. Völkers P. Blanchard |               |           |                                                                   |

| Mandelieu-la-Napoule 18 marzo 1974, ore 15:00 UTC+1 Incontro 5 | Svizzera                 | 0 – 2 referto | Austria | Mandelieu Hockey Stadium\| Arbitro: \| G. Kedinger E. Rodríguez \| |
| Arbitro:                                                       | G. Kedinger E. Rodríguez |               |         |                                                                    |

| Mandelieu-la-Napoule 18 marzo 1974, ore 17:00 UTC+1 Incontro 8 | Argentina         | 3 – 0 referto | Francia | Mandelieu Hockey Stadium\| Arbitro: \| M. Ernst R. Spits \| |
| Arbitro:                                                       | M. Ernst R. Spits |               |         |                                                             |

| Mandelieu-la-Napoule 19 marzo 1974, ore 11:00 UTC+1 Incontro 10 | Svizzera               | 1 – 6 referto | Germania Ovest | Mandelieu Hockey Stadium\| Arbitro: \| Elsa Viala M. Bruyneel \| |
| Arbitro:                                                        | Elsa Viala M. Bruyneel |               |                |                                                                  |

| Mandelieu-la-Napoule 19 marzo 1974, ore 13:00 UTC+1 Incontro 11 | Austria                       | 0 – 4 referto | Francia | Mandelieu Hockey Stadium\| Arbitro: \| Sophie Molendijk M. Armstrong \| |
| Arbitro:                                                        | Sophie Molendijk M. Armstrong |               |         |                                                                         |

| Mandelieu-la-Napoule 20 marzo 1974, ore 15:00 UTC+1 Incontro 14 | Francia                   | 0 – 1 referto | Germania Ovest | Mandelieu Hockey Stadium\| Arbitro: \| P. Blanchard Angela Larío \| |
| Arbitro:                                                        | P. Blanchard Angela Larío |               |                |                                                                     |

| Mandelieu-la-Napoule 20 marzo 1974, ore 17:00 UTC+1 Incontro 16 | Austria           | 0 – 6 referto | Argentina | Mandelieu Hockey Stadium\| Arbitro: \| M. Ernst R. Spits \| |
| Arbitro:                                                        | M. Ernst R. Spits |               |           |                                                             |

| Mandelieu-la-Napoule 21 marzo 1974, ore 11:00 UTC+1 Incontro 18 | Argentina                 | 8 – 0 referto | Svizzera | Mandelieu Hockey Stadium\| Arbitro: \| P. Blanchard M. Armstrong \| |
| Arbitro:                                                        | P. Blanchard M. Armstrong |               |          |                                                                     |

| Mandelieu-la-Napoule 21 marzo 1974, ore 13:00 UTC+1 Incontro 20 | Germania Ovest           | 5 – 0 referto | Austria | Mandelieu Hockey Stadium\| Arbitro: \| M. Bruyneel Angela Larío \| |
| Arbitro:                                                        | M. Bruyneel Angela Larío |               |         |                                                                    |

### Classifica dal quinto al decimo posto

#### Nono e decimo
| Arbitro: | Elsa Viala Ingeborg Grüner |

|         |                |           |
| Segnato | Shootout 1 – 0 | Sbagliato |

|  | Eliminatorie | Eliminatorie | Eliminatorie |        |        | 5º classificato | 5º classificato | 5º classificato |  |
|  |              |              |              |        |        |                 |                 |                 |  |
|  | Belgio       | Belgio       | 6            |        |        |                 |                 |                 |  |
|  | Belgio       | Belgio       | 6            |        |        |                 |                 |                 |  |
|  | Austria      | Austria      | 0            |        |        |                 |                 |                 |  |
|  | Austria      | Austria      | 0            |        | Belgio | Belgio          | 2               |                 |  |
|  |              |              |              |        | Belgio | Belgio          | 2               |                 |  |
|  |              |              | Spagna       | Spagna | 0      |                 |                 |                 |  |
|  | Spagna       | Spagna       | Spagna       | Spagna | 0      | 2               |                 |                 |  |
|  | Spagna       | Spagna       |              |        |        | 2               |                 |                 |  |
|  | Francia      | Francia      | 0            |        |        | 7º classificato | 7º classificato | 7º classificato |  |
|  | Francia      | Francia      | 0            |        |        |                 |                 |                 |  |
|  |              |              |              |        |        |                 |                 |                 |  |
|  |              |              |              |        |        | Francia         | Francia         | 1               |  |
|  |              |              |              |        |        | Francia         | Francia         | 1               |  |
|  |              |              |              |        |        | Austria         | Austria         | 0               |  |

#### Eliminatorie
| Mandelieu-la-Napoule 23 marzo 1974, ore 13:00 UTC+1 Incontro 24 | Belgio                | 6 – 0 referto | Austria | Mandelieu Hockey Stadium\| Arbitro: \| M. Ernst P. Blanchard \| |
| Arbitro:                                                        | M. Ernst P. Blanchard |               |         |                                                                 |

| Mandelieu-la-Napoule 23 marzo 1974, ore 15:00 UTC+1 Incontro 25 | Spagna               | 2 – 0 referto | Francia | Mandelieu Hockey Stadium\| Arbitro: \| E. Farke M. Bruyneel \| |
| Arbitro:                                                        | E. Farke M. Bruyneel |               |         |                                                                |

#### Settimo e ottavo
| Mandelieu-la-Napoule 24 marzo 1974, ore 13:00 UTC+1 Incontro 27 | Francia                | 1 – 0 referto | Austria | Mandelieu Hockey Stadium\| Arbitro: \| G. Kedinger G. Völkers \| |
| Arbitro:                                                        | G. Kedinger G. Völkers |               |         |                                                                  |

#### Quinto e sesto
| Mandelieu-la-Napoule 24 marzo 1974, ore 11:00 UTC+1 Incontro 26 | Belgio            | 2 – 0 referto | Spagna | Mandelieu Hockey Stadium\| Arbitro: \| B. Frank R. Spits \| |
| Arbitro:                                                        | B. Frank R. Spits |               |        |                                                             |

### Fase a eliminazione diretta

#### Tabellone
|  | Semifinali     | Semifinali     | Semifinali |           |             | Finale          | Finale          | Finale          |  |
|  |                |                |            |           |             |                 |                 |                 |  |
|  | Argentina      | Argentina      | 1          |           |             |                 |                 |                 |  |
|  | Argentina      | Argentina      | 1          |           |             |                 |                 |                 |  |
|  | India          | India          | 0          |           |             |                 |                 |                 |  |
|  | India          | India          | 0          |           | Paesi Bassi | Paesi Bassi     | 1               |                 |  |
|  |                |                |            |           | Paesi Bassi | Paesi Bassi     | 1               |                 |  |
|  |                |                | Argentina  | Argentina | 0           |                 |                 |                 |  |
|  | Paesi Bassi    | Paesi Bassi    | Argentina  | Argentina | 0           | 1               |                 |                 |  |
|  | Paesi Bassi    | Paesi Bassi    |            |           |             | 1               |                 |                 |  |
|  | Germania Ovest | Germania Ovest | 0          |           |             | Finale 3º posto | Finale 3º posto | Finale 3º posto |  |
|  | Germania Ovest | Germania Ovest | 0          |           |             |                 |                 |                 |  |
|  |                |                |            |           |             |                 |                 |                 |  |
|  |                |                |            |           |             | Germania Ovest  | Germania Ovest  | 2               |  |
|  |                |                |            |           |             | Germania Ovest  | Germania Ovest  | 2               |  |
|  |                |                |            |           |             | India           | India           | 0               |  |

#### Semifinali
| Arbitro: | E. Rodríguez Angela Larío |

|              |           |  |
| De Wilde 48’ | Marcatori |  |

| Mandelieu-la-Napoule 22 marzo 1974, ore 15:00 UTC+1 Incontro 23 | Argentina                 | 1 – 0 referto | India | Mandelieu Hockey Stadium\| Arbitro: \| Sophie Molendijk V. Weber \| |
| Arbitro:                                                        | Sophie Molendijk V. Weber |               |       |                                                                     |

#### Finale per il terzo posto
| Mandelieu-la-Napoule 24 marzo 1974, ore 15:00 UTC+1 Incontro 28 | Germania Ovest                | 2 – 0 referto | India | Mandelieu Hockey Stadium\| Arbitro: \| Sophie Molendijk E. Rodríguez \| |
| Arbitro:                                                        | Sophie Molendijk E. Rodríguez |               |       |                                                                         |

#### Finale
| Arbitro: | M. Bruyneel Angela Larío |

|                    |           |  |
| Van Kollenburg 29’ | Marcatori |  |

| Campione del mondo di Hockey su prato femminile del 1974 |
| -------------------------------------------------------- |
| Paesi Bassi 1º titolo                                    |

## Squadra vincitrice
| Giocatore            | Status     |
| -------------------- | ---------- |
| Anneke Bax           | Giocatrice |
| Toos Bax             | Giocatrice |
| Suzan Bekker         | Giocatrice |
| Cora de Wilde        | Giocatrice |
| Marja Hagemans       | Giocatrice |
| Helma Hoegen         | Giocatrice |
| Wilma Koopman        | Giocatrice |
| Debbie Kreft         | Giocatrice |
| Loes Leurs           | Giocatrice |
| Jose Poelmans        | Giocatrice |
| Lisette Sevens       | Capitano   |
| Marjo van Straten    | Giocatrice |
| Nel van Kollenburg   | Giocatrice |
| Nicole van Lierop    | Giocatrice |
| Tanja van Ossterhout | Giocatrice |

## Statistiche

### Classifica finale
| Classifica | Nazionale      |
| ---------- | -------------- |
| Oro        | Paesi Bassi    |
| Argento    | Argentina      |
| Bronzo     | Germania Ovest |
| 4          | India          |
| 5          | Belgio         |
| 6          | Spagna         |
| 7          | Francia        |
| 8          | Austria        |
| 9          | Svizzera       |
| 10         | Messico        |